# Cendrillon (Prokofiev)
Pour l’article homonyme, voir Cendrillon (homonymie).

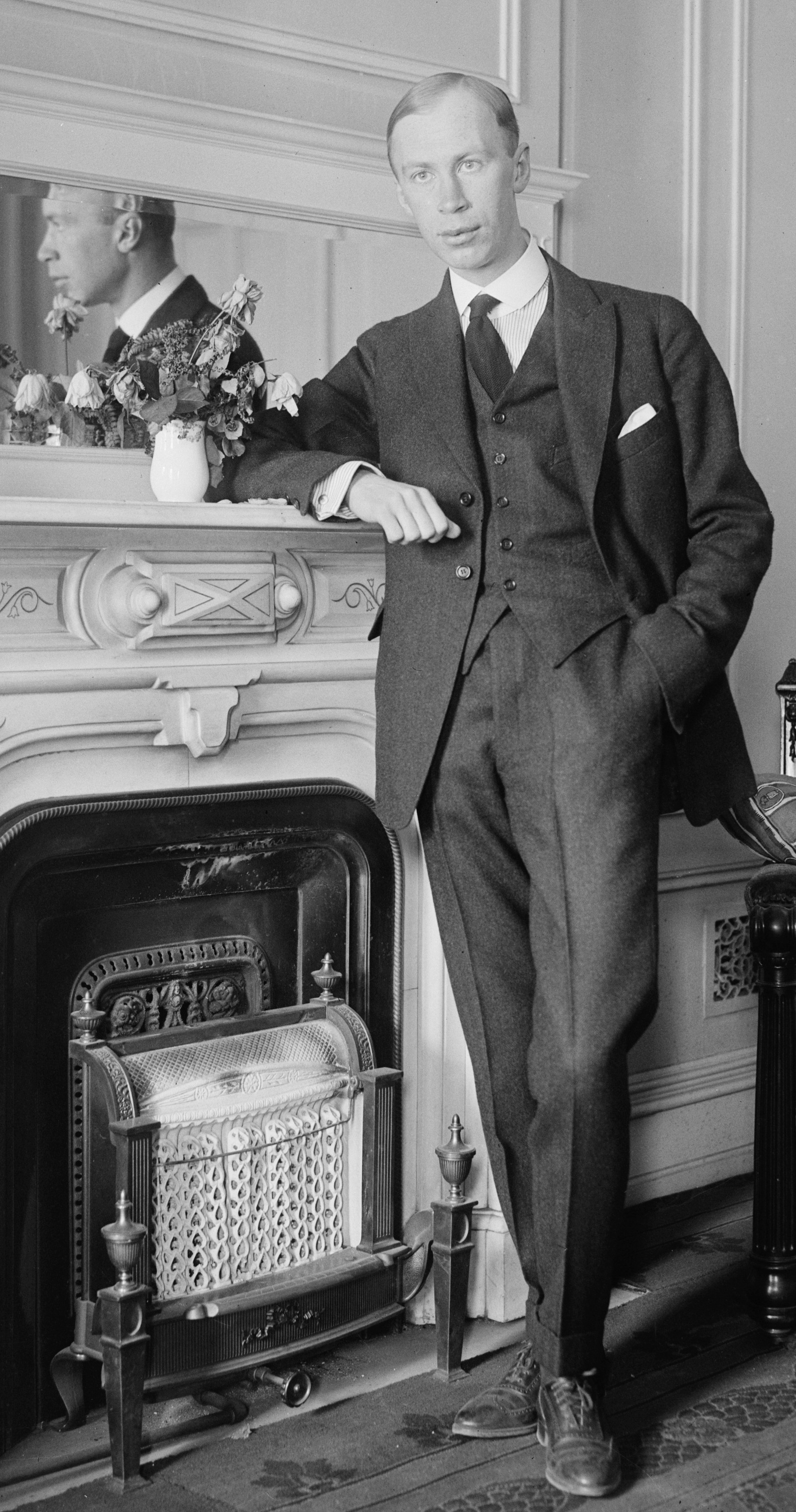
Serge Prokofiev

Cendrillon (en russe : Золушкa Zolouchka) est un ballet en trois actes, opus 87, composé par Sergueï Prokofiev entre 1941 et 1944, sur un livret de Nikolaï Volkov. 

## Généralités
De multiples versions de l'histoire de Cendrillon ont vu le jour. Elles ont servi de base à des pantomimes, opéras et ballets.
En 1810, un compositeur français, bien oublié aujourd'hui, remporte un succès non négligeable avec son opéra « Cendrillon », qui influença (dit-on) Rossini pour sa « Cenerentola » : Nicolas Isouard, originaire de Malte.
Le ballet le plus ancien, au sens propre du terme, est celui écrit par Louis Duport, à Vienne en 1813 et bien que le Cendrillon de Drury Lane, écrit dix ans plus tôt, renferme un ballet-divertissement intitulé Loves and Graces.
Le premier ballet londonien complet de Cendrillon est interprété en 1822, alors que Paris découvre La Cenerentola de Rossini. La musique en est due à Fernando Sor, auteur de plusieurs partitions de ballets, mais plus connu aujourd'hui par ses études pour guitare.
En 1893, Marius Petipa, Lev Ivanov et Enrico Cecchetti chorégraphient une Cendrillon pour le théâtre Mariinski, sur une partition d'un musicien oublié depuis, Boris Schell (orthographié parfois « Schenk »). C'est à l'occasion de cette production en Russie que Pierina Legnani a inauguré son célèbre pas de 32 fouettés, mais aucune de ces chorégraphies n'a survécu.
En 1899, Cendrillon s'exprime à Paris sur la scène de l’Opéra Comique par le biais d'un opéra ravissant de Jules Massenet, sur un livret d'Henri Cain. Les parties dansantes sont réglées par Mariquita, l’excellente maîtresse de ballet de la salle Favart. Rarement joué, il sera toutefois repris en 1988 au théâtre antique de Vaison-la-Romaine, puis à l’Opéra de Saint-Étienne et au Grand Théâtre de Genève dans une mise en scène de Robert Fortune, Thierry Malandain signant la chorégraphie.
Adeline Genee danse Cendrillon à l'Empire de Leicester Square aux Douzièmes Nuits de 1906. Vingt neuf ans plus tard, Andrée Howard (en) chorégraphie son Cendrillon en un acte pour le Rambert Dance Company au Mercury Theater de Notting Hill. Frederick Ashton y interprète le rôle du Prince.
Une nouvelle version anglaise en 3 actes, « Cinderella » a vu le jour dans les années 1980, chorégraphiée par Christopher Gable, sur une partition de Philip Feeney.

## Historique
Le théâtre Kirov presse Prokofiev pour composer la musique de Cendrillon après le succès de son Roméo et Juliette.
Prokofiev commence l'écriture du ballet en 1941 en suivant de près le conte de Perrault (cf. Cendrillon). La composition de l'œuvre est interrompue par la guerre entre l'Union soviétique et l'Allemagne pour composer l'opéra Guerre et Paix. Prokofiev revient à son ballet en 1943 et le termine en 1944. Il est rentré dans son pays, l'URSS. et éprouve une sourde nostalgie pour l'Occident. Nostalgie qui transparaît dans cette musique mélodique qui n'est pas très russe. C'est même ce qu'il a écrit de plus occidental.
Le compositeur dédie son ballet à Tchaïkovsky et écrit :
« ...[je le conçois] comme un ballet classique avec des variations, des adagios, pas de deux, etc. Je vois Cendrillon non seulement comme un personnage de conte de fées mais également comme une personne en chair et en os qui ressent et vit parmi nous »
puis :
« Ce que j'ai voulu exprimer avant tout par la musique de Cendrillon est l'amour poétique de Cendrillon et du Prince, la naissance et l'éclosion de cet amour, les obstacles dressés sur son chemin  et, finalement, l'accomplissement d'un rêve. »
La première de Cendrillon a lieu le 21 novembre 1945 au théâtre Bolchoï. Olga Lepechinskaïa crée le rôle-titre et alterne avec Galina Oulanova - à qui le rôle a apporté un immense succès - sur une chorégraphie de Rostislav Zakharov. Le ballet est ensuite interprété au théâtre Kirov de Léningrad par Natalia Doudinskaïa.
Le ballet de Prokofiev a donné lieu à de multiples versions et chorégraphies.

### La chorégraphie d'Ashton
Frederick Ashton a d'abord eu l'idée de composer un ballet dès 1939 devant le succès que remporte La Belle au bois dormant à Covent Garden. Malheureusement, la survenue de la Seconde Guerre mondiale ajourne ses ambitions.
Au début de 1946, dans un discours prononcé à l'occasion de l'Exposition sur le Théâtre Soviétique, de Valois affirme qu'il ne peut pas attendre de voir le premier long ballet classique anglais. Au cours des années 46-47, des rumeurs persistantes circulaient sur la possible composition d'un ballet en trois actes. D'un certain point de vue, le ballet Sylvia de Léo Delibes semblait le meilleur choix (ce qui advint en 1952 et fut le second long ballet d'Ashton) lorsque, au printemps de 1948 le ballet Cendrillon de Prokofiev est choisi pour être chorégraphié par Ashton.
Ashton avait entendu et aimé de nombreuses œuvres de Prokofiev et pense aussitôt que le conte de Perrault serait une bonne partition. Ashton coupe certaines parties de la partition originale; en particulier celle du troisième acte décrivant la quête du Prince à la recherche de Cendrillon (prétexte pour un divertissement sur des danses nationales). Ashton commente à ce sujet : « Je n'ai aimé aucun des endroits où il s'est rendu, ni la musique qu'il a écrite pour eux. »
Il raccourcit la danse des sauterelles et des libellules après les variations de la Fée de l'Été du Premier Acte. La chorégraphie de Cendrillon est un hommage d'Ashton à la tradition classique de Petipa, comme le furent les Variations Symphoniques deux ans auparavant, quoique sur une plus petite échelle. En 1948, Ashton a également créé les Scènes de ballet qui distillent la quintessence des ballets de Petipa dans un seul acte.
La version d'Ashton est son propre rêve d'un ballet de Petipa. Le ballet lui-même est la concrétisation de rêves et, notamment de celui de Cendrillon. Lorsque nous la voyons pour la première fois, elle est une danseuse de demi-caractère rêvant de devenir une ballerine — le solo avec le balai dans la cuisine — et c'est en ballerine qu'elle pénètre, comme par magie, dans la salle de bal en descendant les escaliers sur les pointes et en avançant vers le devant de la scène sur un pas de bourrée. De retour dans la cuisine, elle se souvient de la pantoufle (ou plutôt du chausson de danse) qu'elle transporte dans son tablier. Le chausson est la clé de son rêve et la persuade de sa véracité. Le Prince retrouve Cendrillon qui découvre dans ses bras sa propre identité de ballerine : son rêve s'est réalisé.
La chorégraphie de Cendrillon est pleine de rêves, pour la plupart certainement insatisfaits. Dans la salle de bal, la sœur laide — sensiblement le propre rôle d'Ashton — interprète une figure de Petipa qui lui fait rêver d'incarner le personnage d'Odile du Prince Siegfried (Le lac des cygnes) ou la Fée sucre d'orge rencontrée dans Casse-noisette. Son personnage est, en fait, plein de rêves chorégraphiques. C'est sa caractéristique. Toujours dans la salle de bal, la sœur laide se jette dans les bras de son soupirant. Un rêve encore sous forme d'un clin d'œil au pas de deux de la belle au bois dormant
| Chorégraphie                              | Frederick Ashton |
| Musique                                   | Sergei Prokofiev |
| Décors et costumes                        | Jean-Denis Malcles |
| Livret                                    | Frederick Ashton (d'après le conte de Charles Perrault) |
| Première                                  | Sadler's Wells Ballet (l'actuel Birmingham Royal Ballet), Royal Opera House, Londres, 23 décembre 1948 |
| Distribution                              | Moira Shearer (Cendrillon), Michael Somes (le Prince), Frederick Ashton et Robert Helpmann (les deux belles-sœurs), Alexander Grant (le Bouffon) |
| Autre production                          | Royal Ballet (nouvelle production, nouvelle mise en scène et nouvelle adaptation par Frederick Ashton); avec Margot Fonteyn (Cendrillon), David Blair (le Prince), Frederick Ashton et Robert Helpmann (les deux belles-sœurs); Londres, 23 décembre 1965 |
| Autres chorégraphies du conte de Perrault | François Albert Decombe (voir Cinderella (Fernando Sor), Londres - 1822; Paris - 1823); Marius Petipa, Enrico Cecchetti, et Lev Ivanov (St. Pétersbourg (Russie), 1893) voir Cinderella (Fitinhof-Schell)                                                 |

### La chorégraphie de Rudolf Noureev
Noureev reprend le ballet à l'Opéra de Paris le 25 octobre 1986, avec Sylvie Guillem dans le rôle-titre alors qu'il n'était pas encore inscrit au répertoire de l’Opéra de Paris.
Version radicalement nouvelle du vieux conte de fées, Noureev, ardent cinéphile possédant sa propres salle de projections privée, transpose le conte de Perrault dans le Hollywood des années 1930. Dans cette version, le chorégraphe et le décorateur se livrent tous deux à leur amour fou du cinéma. L'esprit de Busby Berkeley et de la Danseuse de Folies Ziegfeld n'est pas loin et le décor Hollywoodien s'inspire nettement du Metropolis de Fritz Lang. Sa Cendrillon se rêve en star du grand écran et se voit propulsée sous les feux des projecteurs grâce à l'intervention miraculeuse d'un producteur de cinéma. La fée/marraine/mendiant devient un producteur de cinéma influent ; seul personnage de la mythologie moderne capable, par la magie de son art, de transformer une citrouille en carrosserie de voiture. L'apparition du producteur ressemble, à s'y méprendre, à Howard Hughes et ses aventures comme aviateur. Un peu plus tard, le solo du producteur est un hommage à Groucho Marx puis un autre pas de danse s'avère être un clin d'œil complice à Fred Astaire. Noureev fait dérouler à Cendrillon un poster du Kid de Charlie Chaplin pour la consoler de ses misères et la fait se lancer dans son célèbre numéro de claquettes.
Comme l'a dit Petrika Ionesco (en), l'histoire de Cendrillon rappelle par certains aspects celle de Noureev : « Il me l'a dit plusieurs fois. »

### Version de Maguy Marin
Sur la même musique de Prokofiev, Maguy Marin répond à une commande de Françoise Adret et donne sa version du conte à l'Opéra de Lyon, le 29 novembre 1985.
Maguy Marin reprend Cendrillon du 29 novembre au 15 décembre 2012 au Théâtre National de Chaillot (Paris), à la Maison des Arts de Créteil (Val-de-Marne) et au Théâtre de Saint-Quentin-en-Yvelines.

### Version Jean-Christophe Maillot
Sur la musique de Prokofiev, le ballet a été créé pour les Ballets de Monte-Carlo à l'opéra de Monte-Carlo, salle Garnier, le 3 avril 1999. Les décors sont d'Ernest Pignon-Ernest. Le rôle de Cendrillon est créé par Aurélia Schaefer et le rôle de la fée par Bernice Coppieters. Le Cendrillon de Jean-Christophe Maillot remporte depuis sa création un franc succès, il a été donné deux cents fois pendant les tournées mondiales de la compagnie.

## Argument
L'argument du ballet est sensiblement le même que celui du conte de Perrault :

Cendrillon vit auprès de ses deux méchantes demi-sœurs. Un jour, arrive un mendiant (qui se révèlera être une fée) qui récompense Cendrillon en lui offrant une voiture et des habits à la mode.
Lors du bal, Cendrillon tombe amoureuse du Prince. Elle reste jusqu'à minuit, heure à laquelle le sort s'évanouit. Elle laisse derrière elle son chausson dont le Prince se servira pour la retrouver.
- Introduction, andante dolce

### Acte I
- Pas de châle, allegretto
- Cendrillon, andante dolce
- Le Père de Cendrillon, andantino
- La Fée marraine (mendiant), adagio
- Les nouveaux habits des Sœurs, vivo
- La leçon de danse, allegretto
- Le départ pour le bal, vivo
- Cendrillon rêve du bal, andante dolce
- Gavotte, allegretto
- Le retour de la Fée marraine (mendiant), adagio, la Fée Printemps, la Fée Été, Sauterelle et Libellule, la Fée Automne, la Fée Hiver
- La fée dormeuse, presto
- La scène de l'horloge, allegro moderato
- Le départ de Cendrillon pour le bal, allegro espressivo

### Acte II
- Danse des courtisans, andante grazioso
- Passepied, allegretto
- Danse des cavaliers, bourrée, allegro pesante
- Variation de Khudyshka, allegretto
- Variation de Khubyshka, allegretto capriccioso
- Danse des courtisans (reprise), andante grazioso
- Mazurka et entrée du Prince, allegro
- Danse des compagnons du Prince, allegro moderato
- Mazurka, allegro ma non troppo
- Arrivée de Cendrillon au bal, allegro, andante
- Grande valse, allegretto
- Promenade, allegro tranquillo
- Variation de Cendrillon, allegro grazioso
- Variation du Prince, andante con brio
- Les invités prennent une collation, moderato
- Les Sœurs et leurs oranges (Pas de deux), allegro con brio
- Pas de deux : Cendrillon et le Prince, adagio
- Valse, coda, allegro moderato
- Minuit, allegro moderato

### Acte III
- Le Prince et les cordonniers, allegro scherzando
- Premier galop du Prince, presto
- La tentation, moderato, allegretto
- Second galop du Prince, presto
- Orientalia, andante dolce
- Troisième galop du Prince, allegro marcato
- Réveil de Cendrillon, andante dolce
- Le lendemain du bal, allegretto capriccioso, moderato, vivo
- La visite du Prince, vivace
- Le Prince trouve Cendrillon, adagio passionato
- Valse lente, adagio
- Amoroso, andante dolcissimo

## Variantes et apports
- Les belles-sœurs de Cendrillon sont parfois interprétées par des hommes,
- Il n'y a pas de mendiant ni de Fées des saisons dans le conte de Fées de Perrault
- La pantoufle de verre est parfois interprétée avec un authentique chausson de danse

### Version Thierry Malandain
Thierry Malandain reste fidèle à la dramaturgie de Cendrillon et explore certains des thèmes qui lui sont chers.
Pour Malandain, Cendrillon, c’est le parcours d’une étoile, une étoile qui danse. Malandain nous emmène sur le chemin de l’Accomplissement. Celui qui passe par le doute, le rejet, la souffrance, l’espoir, pour atteindre enfin la lumière. Par cette vision, faite de cendres et de merveilleux, tantôt tragique, tantôt comique, s’écrit quelque chose d’universel... 
Pour cette création en coproduction avec l'Opéra Royal de Versailles, où l'œuvre est donnée en première française le 7 juin 2013 à l'Opéra Royal du Château de Versailles, c'est l'Orchestre Symphonique de San Sebastian, formation prestigieuse du Pays Basque Espagnol qui interpréta la partition de Prokofiev.

## Œuvres musicales

### Suites orchestrales extraites deCendrillon
- Suite no 1, op. 107
- Suite no 2, op. 108
- Suite no 3, op. 109

### Pièces pour piano extraites deCendrillon
- Trois pièces pour piano, op. 95
- Dix pièces pour piano, op. 97
- Six pièces pour piano, op. 102

Le pianiste et chef d'orchestre Mikhail Pletnev a réalisé une transcription pour deux pianos de 9 numéros du ballet et l'a enregistrée avec Martha Argerich en 2003 (CD Deutsche Grammophon, environ 36 minutes).